# Monofisismo

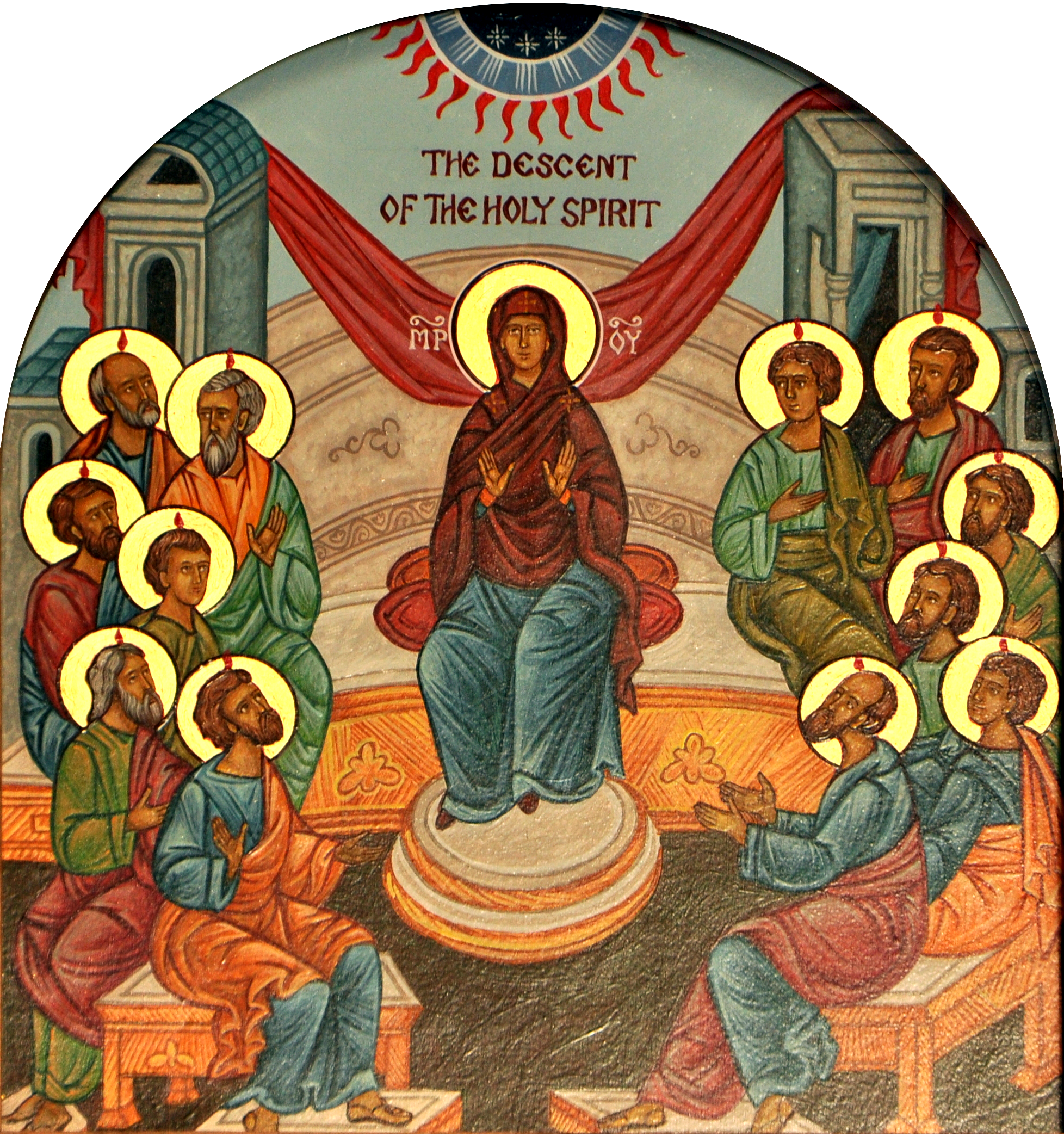
A Descida do Espírito Santo

Monofisismo (do grego μονο- [«único»] e ϕύσις [«natureza»]) é o ponto de vista cristológico que defende que, depois da união do divino e do humano na encarnação histórica, Jesus Cristo, como encarnação do Filho ou Verbo (Logos) de Deus, teria apenas uma única "natureza", a divina, e não uma síntese de ambas. O monofisismo é contraposto pelo diofisismo (ou "diafisismo"), que defende que Jesus preservou em si as duas naturezas.
Historicamente, o monofisismo se refere primordialmente à posição dos que (especialmente no Egito e, em menor grau, na Síria) rejeitaram as decisões do Concílio de Calcedônia em 451 (o quarto concílio ecumênico). Os membros mais moderados entre eles, porém, defendem a teologia "miafisista", que se tornou a oficial para as Igrejas Orientais Ortodoxas. Muitos orientais ortodoxos, porém, rejeitam essa classificação, mesmo como um termo genérico, mas ele é amplamente utilizado na literatura histórica.
Após o Concílio de Calcedônia, a controvérsia monofisista (juntamente com outros fatores institucionais e políticos, além de um crescente nacionalismo) levaram a um duradouro cisma entre as Igrejas Orientais Ortodoxas de um lado e as Igrejas Ortodoxas e a Igreja Católica de outro. O conflito cristológico entre monofisismo, diofisismo e suas sutis combinações e derivações durou do século III até o VIII e deixou sua marca em todos os concílios ecumênicos, com exceção do primeiro. A vasta maioria dos cristãos atualmente pertence às chamadas igrejas "calcedônias", ou seja, a Católica Romana, a Ortodoxa e as igrejas protestantes históricas (que são as que aceitam a autoridade de pelo menos os quatro primeiros concílios). Todas elas sempre consideraram o monofisismo como sendo herético.
À luz da pesquisa histórica moderna e de discussões ecumênicas, as posições dos miafisistas e calcedônios diferem principalmente no uso do termo chave "natureza" (em grego: φύσις; romaniz.: phýsis, como utilizado nos textos originais dos concílios envolvidos na controvérsia) ao invés da cristologia subjacente, mas outras pequenas diferenças de interpretação ou de ênfase também existem. A comunhão plena entre os orientais ortodoxos e as várias igrejas calcedônias ainda não foi restabelecida.

## Introdução
Uma breve definição do monofisismo é: "Jesus Cristo, que é idêntico ao Filho, é uma pessoa e uma hipóstase em uma natureza: divina".
O monofisismo nasceu na "Escola Teológica de Alexandria" (um movimento e não um local), que começou a sua análise cristológica com o (divino) Filho eterno ou Verbo de Deus e procurou explicar como este Verbo Divino se encarnou como um homem. Pelo caminho contrário, a Escola de Antioquia (onde nasceu o nestorianismo, a antítese do monofisismo) partiu de Jesus (humano) dos evangelhos e tentou explicar como este homem se uniu com o Verbo Divino na Encarnação de Jesus. Ambos os lados, é claro, concordavam que Jesus era divino e humano, mas os alexandrinos enfatizavam a divindade (incluindo o fato de a natureza divina ser "impassível", ou seja, imune ao sofrimento) enquanto que os antioquenos enfatizavam a humanidade (incluindo o conhecimento limitado e a "sabedoria crescente" de Cristo nos evangelhos). Teólogos monofisistas e nestorianos, na realidade, raramente acreditavam nas visões extremas que seus adversários lhes atribuíam (embora alguns possam tê-lo feito).
A doutrina monofisista foi condenada pelo Concílio de Calcedônia em 451, que, entre outros atos, adotou a chamada "Definição de Calcedônia" (geralmente chamado de "Credo Calcedoniano") afirmando que Cristo é o eterno Filho de Deus "que se fez conhecer em duas naturezas sem confusão (ou seja, mistura), imutável, indivisível, sem separação, sendo as diferenças entre as naturezas de maneira nenhuma removidas por causa da união, mas as propriedades de cada natureza sendo preservadas e aglutinadas em uma prosopon [pessoa] e uma hypostasis [substância] - não dividida ou partida em duas prosopa [pessoas], mas apenas um e o mesmo Filho, unigênito, divino Verbo, Senhor Jesus Cristo".
Aceito pelas sés de Roma, Constantinopla e Antioquia, o acordo firmado em Calcedônia encontrou forte resistência em Alexandria (e em todo o Egito), levando, finalmente, ao cisma entre as Igrejas Ortodoxas Orientais (que rejeitam Calcedônia) e as demais, calcedônias, que sempre consideraram o monofisismo como herético e consideram que esta seja a posição (implícita ou explícita) dos ortodoxos orientais. Estes, por sua vez, consideram sua própria cristologia, conhecida externamente como miafisismo e baseada fortemente nos textos de Cirilo de Alexandria (que ambos os lados aceitam ser ortodoxo), como sendo distinta do monofisismo e, geralmente são contra serem chamados como tais.

## Desenvolvimento histórico
O monofisismo e sua antítese, o nestorianismo, foram temas discutidos acaloradamente e foram dogmas que provocaram divisões nos primeiros anos do cristianismo, especialmente na primeira metade do século V, os tumultuados anos finais do Império Romano do Ocidente. Foi uma época marcada por uma mudança do centro de gravidade do poder, agora localizado no Império Bizantino, particularmente na Síria, no Levante e na Anatólia, regiões onde o monofisismo era muito popular.
Duas doutrinas desta época podem ser indiscutivelmente chamadas de "monofisistas":
- Eutiquianismo, que defendia que as naturezas humana e divina de Cristo foram fundidas em uma nova natureza única (mono): sua natureza humana teria "se dissolvido como uma gota de mel no mar";
- Apolinarianismo, que defendia que Cristo tinha um corpo humano e um "princípio de vida" humano, mas que o Logos havia tomado o lugar do nous, ou "princípio pensante", análogo, mas não idêntico, ao que se chama de "mente" nos dias de hoje.

Depois que o nestorianismo, ensinado pelo arcebispo de Constantinopla Nestório, foi rejeitado no Primeiro Concílio de Éfeso, Eutiques, um arquimandrita na capital imperial, emergiu com visões diametralmente opostas. A energia e imprudência com que ele dava suas opiniões lhe valeram uma acusação de heresia em 448 e, finalmente, a excomunhão. No ano seguinte, no controverso Segundo Concílio de Éfeso (chamado de "Latrocínio de Éfeso"), Eutiques foi re-instalado e seus principais oponentes, Eusébio de Dorileia, Dono II e o arcebispo Flaviano de Constantinopla, foram depostos. O monofisismo e Eutiques foram finalmente condenados em Calcedônia.
Posteriormente, o monotelismo - a crença de que Cristo tinha duas naturezas e uma pessoa, mas tinha apenas uma "vontade", a divina - foi desenvolvida para tentar acabar com o cisma entre os monofisistas e calcedônios, mas ela também foi rejeitada, apesar de ter sido defendida por vários imperadores bizantinos e tendo escapado de ser condenada por ao menos um papa, Honório I.